# Église Saint-Laurent de Verneuil
L'église Saint-Laurent est une église catholique située à Verneuil, en France construite entre la fin du XIe et le XIIe siècle. Elle est ouverte à la visite et toujours utilisée à but cultuel.

## Localisation
L'église est située dans le département français de la Nièvre, sur la commune de Verneuil (Nièvre). Elle est se situe dans le bourg ancien du village et est orienté légèrement au nord-est. Elle se situe juste à côté du Château médiéval construit à la fin du XIIIe siècle.

## Architecture

### Extérieur
De style roman, l'église a été remanié au cours du temps. On note en premier lieu la présence d'une absidiole sur la partie nord du chevet. Sur la partie sud, une sacristie a été ajoutée. Ces parties de l'édifice ne sont sans doute pas d'origine ; celui-ci devaient en effet présenter une symétrie. Outre les vitraux, plusieurs ouvertures sobres percent la façade de l'église. On note aussi une petite porte sur la façade sud ; il faut certainement y voir un ancien accès au cimetière. L'entrée principale située sur la façade ouest comporte un portail en saillie surmonté d'un fronton triangulaire et doté de quatre colonnettes à chapiteaux historiés. Sur la colonne nord, est représenté l'adoration des mages et sur la colonne sud un joueur de harpe.

### Intérieur
L'éclairage intérieur est modeste et est principalement assuré par deux baies hautes et étroites. À la croisée du transept, on note deux grands arcs en plein cintre. Le mobilier, relativement modeste, comporte tout de même des fonts baptismaux du XVe siècle. On y peut y noter l'importance des familles seigneuriales de Verneuil qui résidaient dans le château voisin. On a d'abord un banc seigneurial armorié. On peut notamment y voir le blason de la famille De Bonnay, propriétaire du Château au XVe siècle.

### Clocher
Il s'agit d'une tour carré à deux étages, qui comporte deux cloches. Comme le voulait la tradition, celles-ci ont été baptisées. Elles portes les inscriptions suivantes :
- Première cloche : L'AN DU SEIGNEUR MDCCCCXII LE 15 DU MOIS DE SEPTEMBRE, J'AI ETE BAPTISEE PAR MGR GARNIER VICAIRE GENERAL DE NEVERS. M. EUGENE TAMINAU ETANT MAIRE ET M. JOSEPH DESGRANGES CURE DE VERNEUIL. JE ME NOMME RENEE ANNE. J'AI EU POUR PARRAIN M. RENE BENOIST D'AZY. ET POUR MARRAINE MLLE ANNE CHRESTIEN DE LIHUS. CHAMBON FONDEUR A MONTARGIS LOIRET.
- Deuxième cloche : L'AN DU SEIGNEUR MDCCCCII LE X AOUT. J'AI ETE BENITE PAR M. L'ABBE GARNIER VICAIRE GENERAL DE NEVERS, M. STANISLAS ETANT CURE. JE ME NOMME GABRIELLE MARGUERITE MARIE-LOUISE. MON PARRAIN A ETE GABRIEL CHRESTIEN DE LIHUS. MA MARRAINE MME LA VICOMTESSE PAUL BENOIST D'AZY NEE MARGUERITE DE SARRET DE COUSSERGUES. CHAMBON FONDEUR A MONTARGIS LOIRET.